# Макдейд, Торнтон
Торнтон Чарльз Макдейд (англ. Thornton Charles McDade, 28 октября 1980, Йоханнесбург, ЮАР) — южноафриканский хоккеист (хоккей на траве), нападающий.

## Биография
Торнтон Макдейд родился 28 октября 1980 года в южноафриканском городе Йоханнесбург.
Окончил университет Рэнд-Африкаанс в Йоханнесбурге, где изучал коммуникации.
Играл в хоккей на траве за «Уондерерс» и «Олд Эдвардианс» из Йоханнесбурга.
В 2008 году вошёл в состав сборной ЮАР по хоккею на траве на летних Олимпийских играх в Пекине, занявшей 12-е место. Играл на позиции нападающего, провёл 6 матчей, мячей не забивал.
В 2012 году вошёл в состав сборной ЮАР по хоккею на траве на летних Олимпийских играх в Лондоне, занявшей 11-е место. Играл на позиции нападающего, провёл 6 матчей, забил 1 мяч в ворота сборной Пакистана.
В течение карьеры провёл за сборную ЮАР 54 матча.
Был играющим тренером «Олд Эдвардианс».